# Jean-Marie Carré
Pour les personnes ayant le même patronyme, voir Carré (homonymie).
Jean-Marie Carré, né le 1er mars 1887 à Maubert-Fontaine et mort le 3 janvier 1958 à Paris, est un universitaire français.

## Biographie
Il effectue ses études secondaires au collège de Rethel, sous-préfecture des Ardennes, et les termine à Paris au lycée Henri-IV. Devenu étudiant à l'université de Nancy, il est licencié de philosophie en 1906, puis, en 1909, il est reçu cinquième à l'agrégation d'allemand, après une année en 1908 durant laquelle il est lecteur à l'université de Halle, en Saxe prussienne,. Il enseigne au lycée du Puy (1909-1910)  et à l'Institut de Londres (1910-1911) avant la Première Guerre mondiale puis est mobilisé,. Il combat d'août 1914 à 1917, puis est mis à contribution comme interprète au Grand Quartier général, à la fin du conflit.
Dans l'entre-deux-guerres, tout en étant maître de conférences de langue et littérature allemandes à l'université de Lyon, il devient docteur ès lettres, avec une thèse pour le doctorat présentée en 1920 à l'université de Strasbourg. La thèse est effectuée avec les conseils de Fernand Baldensperger et consacrée à une bibliographie de Goethe en Angleterre,,. Il se marie avec Paulette Joubin le 13 juin 1920, à Lyon, avec qui il aura trois enfants, Denyse, Marielle et Alain. Denyse, née en 1922, épousera Claude Marchesseau. Elle sera professeur de littérature française aux Etats-Unis, après avoir eu en 1947 deux jumeaux, Daniel Marchesseau qui sera conservateur de musée et historien de l'art, et Gérard, ostéopathe[réf. nécessaire].
Il est ensuite professeur dans différents établissements en France et à l'étranger, notamment à l'université Columbia de New York en 1922, visiting professor à l'École française de Middlebury College en 1923, titulaire de la chaire de langue et littérature allemandes à l'université de Lyon (1927), professeur de littérature française à l'Université du Caire (1929 -1934), maître de conférences de langue et littérature allemandes en 1935, professeur sans chaire en 1936 puis titulaire de la chaire de littérature moderne comparée de 1938 à 1955 à la Sorbonne. Il y succède à Fernand Baldensperger, codirecteur de la Revue de littérature comparée avec Paul Hazard. Il participe en 1929 au deuxième cours universitaire de Davos, avec d'autres intellectuels français et allemands. Pendant la Seconde Guerre mondiale, il participe à la Résistance. Il est admis à la retraite le 1er octobre 1955.
C'est une des figures de la littérature comparée au sein de l'Université française. Peu avant son départ à la retraite, il est d'ailleurs à l'origine de la création de la Société française de littérature comparée,,.
C'est un spécialiste d'Arthur Rimbaud,. Mais ses études et recherches ont couvert aussi d'autres domaines et deux de ses ouvrages ont une teneur politique plus affirmée. Les Écrivains français et le mirage allemand (1947)  analyse l'aveuglement, selon lui, de nombreux intellectuels français du XIXe siècle devant la montée du nationalisme allemand et du sentiment anti-français outre-Rhin. Il l'explique à la fois par l'influence du livre de Germaine de Staël, De l'Allemagne, mettant l'accent sur la tradition poétique, romantique et musicale de l'autre côté du Rhin ; et par la fascination d'une partie de la Gauche française pour la Prusse, nécessairement « progressiste » et « libérale » puisque protestante. 
L'autre ouvrage, Histoire d'une division de couverture (1919) est essentiellement le carnet de route d'un jeune officier (universitaire rappelé sous les drapeaux par la mobilisation) d'août 1914 à janvier 1915. Grâce à ce livre, Jean Norton Cru dans Témoins attribue à Jean-Marie Carré une valeur de témoignage qui le fait figurer dans la catégorie n° I, c'est-à-dire celle qualifiée d'excellente.
En 2010, la médiathèque Voyelles de Charleville-Mézières crée le fonds Jean-Marie Carré et la commune de Maubert-Fontaine inaugure une plaque commémorative sur la maison natale.

## Œuvres

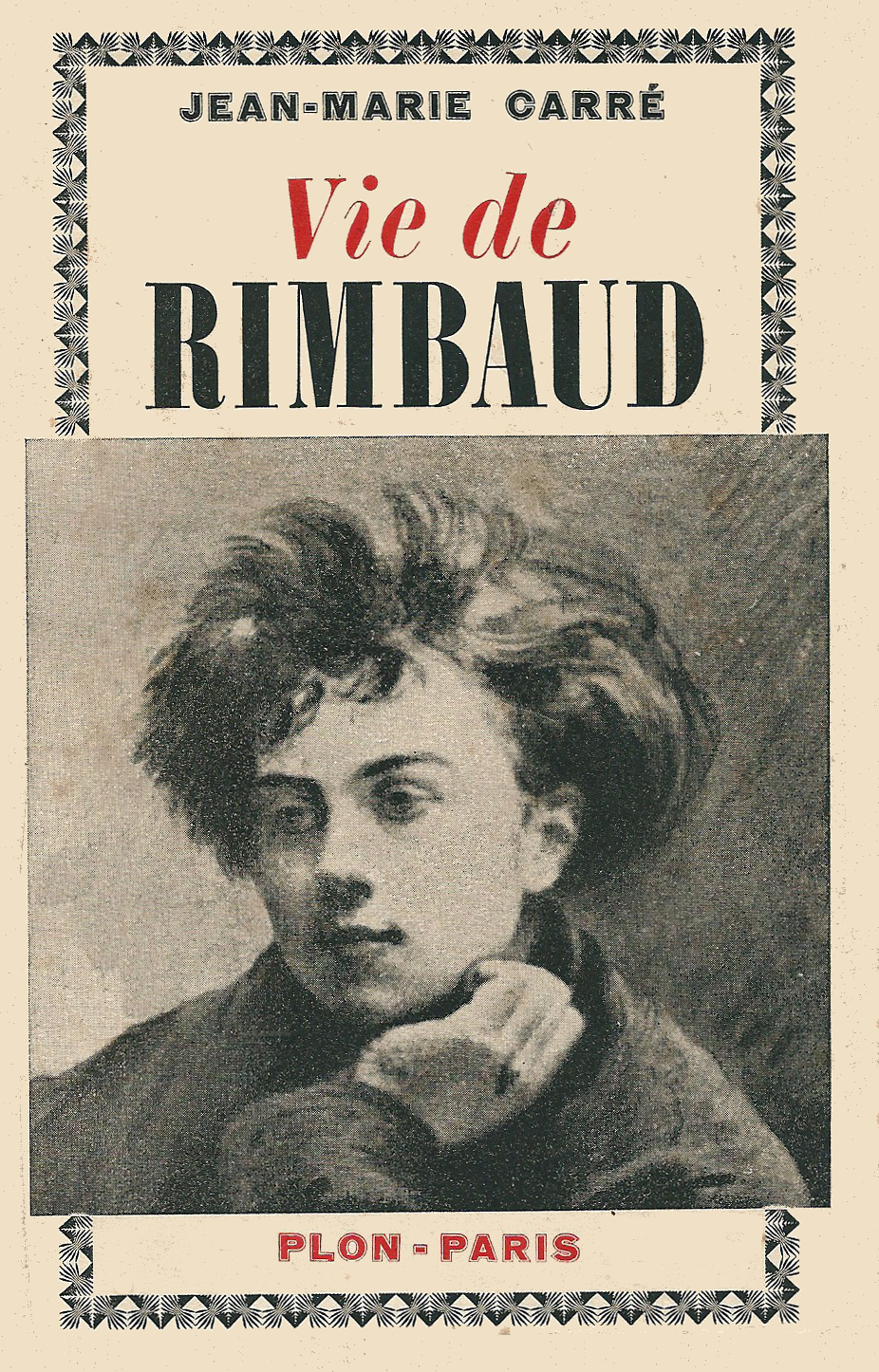
Couverture de "La vie aventureuse de Jean Arthur Rimbaud", Plon & Nourrit, 1926, édition de 1939

- Histoire d'une division de couverture : journal de campagne (août 1914-janvier 1915), La renaissance du livre, décembre 1919[10].
- Bibliographie de Goethe en Angleterre, thèse pour le doctorat présentée à la Faculté des Lettres de Strasbourg, Lyon, Impressions des Deux-Collines, 1920
- Goethe en Angleterre. Étude de littérature comparée, Plon-Nourrit et Cie, 1920.
- Les Ardennes et leurs écrivains, Michelet et Taine, Verlaine et Rimbaud, Charleville, E. Ruben, s. d.
- La vie aventureuse de Jean Arthur Rimbaud, Plon, 1926
- Images d'Amérique, 25 bois originaux de Philippe Burnot, Lyon, H. Lardanchet, 1927
- Michelet et son temps, Perrin, 1926
- La Vie de Goethe, Gallimard, 1928
- Les Deux Rimbaud, l'Ardennais, l'Éthiopien. Lettres et documents inconnus publiés et commentés par Jean-Marie Carré, Éditions des Cahiers libres, (1928)
- La Vie de Robert Louis Stevenson, Gallimard, 1929
- Lettres de la vie littéraire d'Arthur Rimbaud (1870-1875). Suivi de la relation du voyage au Harrar et au Choa adressée au directeur du Bosphore Égyptien en 1886, Gallimard, 1931.
- Voyageurs et écrivains français en Égypte, Le Caire, Institut Français d'Archéologie Orientale, 1932
- Promenades dans trois continents, Éditions du Courrier politique, littéraire et social, 1935
- Les Écrivains français et le mirage allemand, Boivin, 1947
- Autour de Verlaine et de Rimbaud, dessins inédits de Paul Verlaine, de Germain Nouveau et d'Ernest Delahaye, Société des amis de la bibliothèque littéraire Jacques-Doucet, 1949

### Éditions récentes
- Voyageurs et écrivains français en Égypte, Institut français d'archéologie orientale du Caire, 1990  (ISBN 2-7247-0082-1) fac-simile de l'édition de 1956
- Lettres de la vie littéraire d'Arthur Rimbaud, Gallimard, 1990  (ISBN 2-07-072009-8)
- Voyageurs et écrivains français en Égypte, Genève, Slatkine reprints, 2006  (ISBN 2-05-101998-3) fac-simile de l'édition de 1932

## Distinctions
De l'Académie française : 
- 1927 : prix J.-J. Weiss pour Michelet et son temps
- 1930 : prix d’Académie
- 1933 : grand prix Gobert pour Voyageurs et écrivains français en Égypte
- 1948 : prix Durchon-Louvet pour l'ensemble de son œuvre